# Kanton Jonzac
Jonzac is een kanton van het Franse departement Charente-Maritime. Het kanton maakt deel uit van het arrondissement Jonzac.

## Gemeenten
Het kanton Jonzac omvatte tot 2014 de volgende 20 gemeenten:
- Agudelle
- Champagnac
- Chaunac
- Fontaines-d'Ozillac
- Guitinières
- Jonzac (hoofdplaats)
- Léoville
- Lussac
- Meux
- Moings
- Mortiers
- Ozillac
- Réaux
- Saint-Germain-de-Lusignan
- Saint-Martial-de-Vitaterne
- Saint-Maurice-de-Tavernole
- Saint-Médard
- Saint-Simon-de-Bordes
- Vibrac
- Villexavier

Bij de herindeling van de kantons bij decreet van 27 februari 2014, met uitwerking op 22 maart 2015, werden daar volgende 26 gemeenten aan toegevoegd, afkomstig uit de opgeheven kantons Saint-Genis-de-Saintonge, Archiac en Mirambeau:
- Allas-Bocage
- Allas-Champagne
- Archiac
- Arthenac
- Brie-sous-Archiac
- Celles
- Clam
- Clion
- Cierzac
- Consac
- Germignac
- Jarnac-Champagne
- Lonzac
- Neuillac
- Neulles
- Nieul-le-Virouil
- Saint-Ciers-Champagne
- Saint-Dizant-du-Bois
- Saint-Eugène
- Saint-Georges-Antignac
- Saint-Germain-de-Vibrac
- Saint-Hilaire-du-Bois
- Saint-Maigrin
- Saint-Martial-sur-Né
- Saint-Sigismond-de-Clermont
- Sainte-Lheurine

Op 1 januari 2016 werden de gemeenten Réaux, Moings en Saint-Maurice-de-Tavernole samengevoegd tot de fusiegemeente (commune nouvelle) Réaux sur Trèfle.